# Nikkal
Nikkal (en ugarítico 𐎐𐎋𐎍 "nkl", o su nombre completo Nikkal-wa-Ib), era considerada diosa de Ugarit / Canaán y después de los fenicios. Es una diosa de los huertos, cuyo nombre significa "Gran Dama" y "la fructífera" y se deriva del acadio / semita occidental "´Ilat ´Inbi" que significa "Diosa de la fruta". De Moor traduce el ugarítico "ib" como "flor", que ha sobrevivido en hebreo bíblico como אֵב (Concordancia de Strong 3), y cita los Cantares 9:11 como una supervivencia de su uso.
También es considerada diosa lunar, aunque en esto no hay unanimidad pues en las culturas semíticas, la luna es casi siempre considerada como masculina.
Hija del dios cananeo Jirjibi, el rey del verano, se casó con el dios lunar Yarij, que le regaló collares de lapislázuli. Su matrimonio es descrito líricamente en el texto ugarítico "Nikkal y las Kathirat". Probablemente se la festejaba a finales del verano cuando ya se hubiesen cosechado los frutos de los árboles. Su equivalente sumeria es la diosa Ningal, la "gran señora", consorte de Nannar y madre de Inanna y Ereshkigal.
La más antigua obra anotada completa de música antigua es una canción hurrita, un himno escrito en cuneiforme ugarítico silábico dedicado a Nikkal. Fue publicada después de su descubrimiento en Ugarit por Emmanuel Laroche, por primera vez en 1955 y con una versión más completa en 1968, y ha sido el foco de muchos estudios posteriores en paleomusicología por, entre otros, Anne Draffkorn Kilmer, quien le dio el nombre de "Himno a Nikkal".